# 鄭頴聰
鄭頴聰（英語：Andy Chang Wing-chung，1996年10月26日—），生於澳門，是一位賽車手。他曾經參加國際汽車聯合會歐洲三級方程式錦標賽。

## 賽車生涯
鄭頴聰自五歲起便對“車”一見鍾情，並在路環小型賽車場接受訓練。2013年，「聰仔」首次參與方程式賽事，角逐最後六站的福特方程式錦標賽，更兩度登上頒獎台。
2013年第60屆澳門格蘭披治大賽車增添了一些新賽事，包括青年冠軍方程式系列賽。青年冠軍方程式系列賽是全新的賽事，旨在培養中國和亞洲的年輕車手，當中澳門長大的鄭頴聰是賽事焦點之一。 結果，年僅16歲的馬來西亞車手南迪持續排位賽的良好狀態，一路領先以30分42秒146最終成績奪冠。而鄭頴聰獲第七名，較排位賽時提升一個名次。
之後，他更在英國三級方程式錦標賽中亮相，正式開展三級方程式生涯。他在2016年再度出戰F3，雖然排位賽未如理想，但正賽倒數第三名起步並沒有打擊到他的信心，他最終創下個人最佳成績，以第十二名完成賽事。
2020年11月21日，在澳門格蘭披治四級方程式大賽的選拔賽中，鄭頴聰成功壓過來自中國的勁敵李思程，能在正賽以第二名起步。 12圈的正賽在11月22日下午3時半壓軸上演，鄭頴聰最終奪得亞軍。
2020年，鄭頴聰在英國修讀工商管理大學畢業，決定回澳發展。因為新冠肺炎疫情打亂了工作計劃，故此再戰東望洋。未來，他不排除轉戰其他項目，包括GT賽或房車賽。然而，他表示即將投身社會工作，直言車手生涯已見盡頭：“除非是職業車手，否則投身社會後很難專心一意去比賽，所以賽完今次F4之後，應該不會再投放太多時間和資源發展，因為過去幾年接觸過不少歐洲的比賽，認清了自己與專業車手的水平差距，了解自己到達那個高度是終點。”

## 賽車生涯成績

### 職業生涯摘要
| 賽季 | 系列賽                                                | 成績   | 賽車                   | 車隊                   |
| ---- | ----------------------------------------------------- | ------ | ---------------------- | ---------------------- |
| 2013 | 青年冠軍方程式                                        | NC†    | 塔圖斯–大眾 FA010      | Eurasia Motorsport     |
| 2014 | 英國三級方程式錦標賽                                  | 第6名  | 達拉拉–梅賽德斯 F312   | Double R Racing        |
| 2014 | 澳門格蘭披治三級方程式大賽 - 國際汽聯三級方程式洲際盃 | 第19名 | 達拉拉–梅賽德斯 F312   | Team West-Tec          |
| 2015 | 國際汽聯三級方程式歐洲錦標賽                          | NC     | 達拉拉–梅賽德斯 F312   | Fortec Motorsport      |
| 2015 | 澳門格蘭披治三級方程式大賽 - 國際汽聯三級方程式洲際盃 | 第14名 | 達拉拉–梅賽德斯 F312   | Fortec Motorsport      |
| 2016 | 國際汽聯三級方程式歐洲錦標賽                          | NC     | 達拉拉–NBE F316        | ThreeBond with T-Sport |
| 2016 | 澳門格蘭披治三級方程式大賽 - 國際汽聯三級方程式世界盃 | 第12名 | 達拉拉–NBE F316        | ThreeBond with T-Sport |
| 2019 | 澳門房車錦標賽 — 大灣區GT盃                           | 第13名 | 蓮花Exige              | TopGun GT              |
| 2020 | 四級方程式中國錦標賽                                  | 亞軍   | Mygale–吉利 M14-F4     | 成都天府国际赛道车队   |
| 2020 | 澳門格蘭披治四級方程式大賽                            | 亞軍   | Mygale–吉利 M14-F4     | 成都天府国际赛道车队   |
| 2021 | 四級方程式中國錦標賽                                  | 冠軍   | Mygale–吉利 M14-F4     | 凱飛車隊               |
| 2021 | 澳門格蘭披治四級方程式大賽                            | 亞軍   | Mygale–吉利 M14-F4     | 凱飛車隊               |
| 2022 | 四級方程式中國錦標賽                                  | NC†    | Mygale–吉利 M14-F4     | 凱飛車隊               |
| 2022 | 澳門格蘭披治四級方程式大賽                            | 冠軍   | Mygale–吉利 M14-F4     | 凱飛車隊               |
| 2023 | 澳門房車錦標賽 — 澳門GT挑戰賽 — GT4                   | 第13名 | 奧斯頓·馬丁Vantage GT4 | 陝西天石車隊           |

## 外部連結
- Profile at Driver Database （页面存档备份，存于）